# Riccardo Zampagna
Riccardo Zampagna (Terni, 15 de novembro de 1974) é um centroavante italiano que atualmente joga pelo Atalanta BC. Zampagna tem o apelido de ZampaGoal